# Herman Montague Rucker Rupp
Rev. Herman Montague Rucker Rupp ( 27 de diciembre de 1872 – 2 de septiembre de 1956) fue un clérigo australiano, y botánico especializado en orquídeas y que fue conocido como el "hombre orquídea".

## Biografía
Era aborigen de Port Fairy, Victoria (Australia) de un padre clérigo anglicano de Prusia y madre de Tasmania que fallece luego del nacimiento. Rupp es educado en la Geelong Grammar School como pupilo, donde un tío John Bracebridge Wilson, naturalista, era el director.
Rupp es hecho diácono el 28 de mayo de 1899 y ordenado sacerdote el 2 de junio de 1901. Comienza a registrar sus observaciones botánicas y los especímenes en 1892; en 1899 hace 'un censo de las plantas nativas' de su parroquia.
En 1924 se decide a 'concentrarse en la familia que siempre lo atrajo mucho — las orquídeas' y da algo más de 5.000 especímenes a la Escuela de Botánica de la Universidad de Melbourne. Le envía notas sobre orquídeas' a Joseph Maiden que las publicará en Australian Naturalist (abril de 1924). Rupp publica más de 200 artículos en los siguientes treinta años.

## Honores
En 1949 Rupp es galardonado con la Medalla Clarke por la Royal Society of New South Wales; y la Medalla Australiana de Historia Natural por la Field Naturalists Club of Victoria en 1954.

### Eponimia
- (Fabaceae) Racosperma ruppii (Maiden & Betche) Pedley[1]

- (Orchidaceae) Corunastylis ruppii (R.S.Rogers) D.L.Jones & M.A.Clem.[2]